# District de Craon
Le district de Craon est une ancienne division territoriale française du département de la Mayenne de 1790 à 1795.
Il était composé des cantons de Craon, Athée, Bouchamps, Congrier, Cossé, Cuillé, Pommerieux et la Roë.